# Robert L. Johnson
 (mars 2019).
Si vous disposez d'ouvrages ou d'articles de référence ou si vous connaissez des sites web de qualité traitant du thème abordé ici, merci de compléter l'article en donnant les références utiles à sa vérifiabilité et en les liant à la section « Notes et références ».
Pour les articles homonymes, voir Robert Johnson (homonymie) et Johnson.
Robert Louis Johnson (né le 8 avril 1946) est un homme d'affaires américain, fondateur de Black Entertainment Television (BET), dont il fut le président et le directeur exécutif. 

## Biographie
Johnson est né à Hickory, au Mississippi, mais a passé la plus grande partie de son enfance à Freeport, en Illinois. Il était le neuvième de 10 enfants nés de Edna Johnson et Archie Johnson. Il étudia l'histoire à l'université de l'Illinois à Urbana-Champaign et obtint son diplôme en 1968. Il obtint ensuite un diplôme en affaires internationales à l'université de Princeton. Il est père de deux enfants.

## Carrière

### Black Entertainment Television
En 1979, il quitta NCTA pour créer Black Entertainment Television, la première chaine de télévision câblée consacrée aux Afro-Américains. Elle fut lancée en janvier 1980 en diffusant deux heures de programme par semaine.
Onze années plus tard, BET devint la première entreprise contrôlée par des afro-américains cotée au New York Stock Exchange. BET est captée par plus de 65 millions de foyers américains et se développa dans d'autres chaines de télévision autour de BET Networks : BETJ et les chaines câblées BET Hip-Hop et BET Gospel. 
En 1999, Viacom acheta BET pour 3 milliards de dollars. Les 63 % détenus par Johnson lui rapportèrent près d'un milliard de dollars après impôts, faisant de lui le plus riche afro-américain de la planète jusqu'à ce qu'Oprah Winfrey lui subtilise ce titre lorsque sa femme Sheila réclama une grande partie lors de leur divorce. Johnson continua d'être le président et directeur général durant six ans. En 2005, Johnson abandonna ses fonctions au profit de Debra L. Lee (en), alors vice-présidente de BET.

### Nouvelles fonctions
Johnson figure aussi aux conseils d'administration de US Airways, General Mills et Hilton Hotels. Il est aussi le premier afro-américain à être le principal propriétaire d'une franchise d'une des ligues majeures du sport américain ; il mena le groupe qui acquit les Bobcats de Charlotte, une nouvelle franchise de la NBA, qui commença à jouer en 2004. Jusqu'en décembre 2006, il détenait également les Sting de Charlotte de la WNBA, qui le mit dans une situation jamais vue dans l'histoire du sport: Son ex-femme Sheila Johnson est la présidente des Mystics de Washington, une équipe dans la même division que celle de son ex-mari. Cependant, il continua à diriger l'équipe; quand la WNBA fut incapable de trouver un acquéreur, l'équipe fut dissoute le 3 janvier 2007. Johnson est également le fondateur et président de RLJ Companies Inc.
Fin 2006, Johnson créa Our Stories Films, une entreprise de films basée à Los Angeles. Son partenaire est Harvey Weinstein, qui possède sa propre entreprise, the Weinstein Company. JPMorgan Chase a investi 175 millions de dollars dans Our Stories. Son fonds d'investissement privé est partiellement financé par Carlyle Group.